# Long Branch (Nova Jersey)
Long Branch és una població dels Estats Units a l'estat de Nova Jersey. Segons el cens del 2007 tenia 40.015 habitants.

## Demografia
Segons el cens del 2000, Long Branch tenia 31.340 habitants, 12.594 habitatges, i 7.254 famílies. La densitat de població era de 2.318,1 habitants/km².
Dels 12.594 habitatges en un 27% hi vivien nens de menys de 18 anys, en un 36,9% hi vivien parelles casades, en un 15,9% dones solteres, i en un 42,4% no eren unitats familiars. En el 34,1% dels habitatges hi vivien persones soles el 10,5% de les quals corresponia a persones de 65 anys o més que vivien soles. El nombre mitjà de persones vivint en cada habitatge era de 2,47 i el nombre mitjà de persones que vivien en cada família era de 3,19.
Per edats la població es repartia de la següent manera: un 23,8% tenia menys de 18 anys, un 10,2% entre 18 i 24, un 32,4% entre 25 i 44, un 20,8% de 45 a 60 i un 12,9% 65 anys o més.
L'edat mediana era de 35 anys. Per cada 100 dones de 18 o més anys hi havia 91,6 homes.
La renda mediana per habitatge era de 38.651 $ i la renda mediana per família de 42.825 $. Els homes tenien una renda mediana de 37.383 $ mentre que les dones 27.026 $. La renda per capita de la població era de 20.532 $. Aproximadament el 13,9% de les famílies i el 16,7% de la població estaven per davall del llindar de pobresa.
En aquesta població hi va néixer Bruce Springsteen.

## Poblacions més properes
El següent diagrama mostra les poblacions més properes.

## Persones il·lustres
- Bruce Springsteen, cantant.
- Paul Joseph Cohen (1934 – 2007) matemàtic